# Nurse with Wound
Nurse With Wound – grupa muzyczna zaliczana do nurtu industrial. Założona w 1978 roku przez Stevena Stapletona, Johna Fothergilla i Hemana Pathaka. Ich wczesne, rejestrowane naprędce nagrania, z widocznym silnym wpływem free improvisation i krautrocka, były generalnie klasyfikowane jako industrial, mimo sprzeciwu grupy. W 1981 r. tylko Stapleton pozostał z wcześniejszego składu. Upodobanie Stapleton'a do dadaizmu, surrealizmu i czarnego humoru zostało zademonstrowane na większości produkcji NWW w każdym niemal gatunku muzycznym (od muzyki kabaretowej, przez krautrock, wszelaki ambient, industrial, jazz, muzykę eksperymentalną i Musique concrete po nawet muzykę pop). NWW ma długą listę współpracowników, wśród których najbardziej wybija się David Tibet (David Michael Bounting).

## Skład
- Steven Stapleton

### Postacie związane z zespołem
- David Tibet
- Jhonn Balance
- Annie Anxiety
- Chris Wallis
- Tony Wakeford
- Diana Rogerson
- Colin Potter
- David Jackman

## Dyskografia
- 1979 Chance Meeting on a Dissecting Table of a Sewing Machine and an Umbrella
- 1980
  - To The Quiet Men from a Tiny Girl
  - Merzbild Schwet
- 1981 Insect And Individual Silenced
- 1982 Homotopy to Marie
- 1983 Ostranenie 1913
- 1984
  - Gyllensköld Geijerstam and I at Rydbergs
  - Brained By Falling Masonry
- 1985
  - Live at Bar Maldoror: Gyllensköld, Geijerstam & Friends
  - The Sylvie and Babs Hi-Fi Companion
- 1986
  - Spiral Insana
  - Automating Volume One
- 1987 Drunk With the Old Man of the Mountains
- 1988
  - Soliloquy for Lilith
  - The Sylvie and Babs Hi-Fi Companion
  - A Sucked Orange
- 1989
  - Cooloorta Moon
  - Automating Volume Two
- 1992
  - Thunder Perfect Mind
  - Sugar Fish Drink
- 1994 Rock 'n Roll Station
- 1996 Who Can I Turn To Stereo
- 1999 An Awkward Pause
- 2002
  - Man with the Woman Face
  - Music from the Horse Hospital - razem z Current 93
- 2003
  - Salt Marie Celeste
  - She and Me Fall Together In Free Death
  - The Musty Odour of Pierced Rectums
- 2004
  - Angry Eelectric Finger (Spitch'cock One)
  - Shipwreck Radio Volume One
- 2005 Drunk With the Old Man of the Mountains - Reedycja